# Траян (Зенешть, Нямц)
Траян (рум. Traian) — село у повіті Нямц в Румунії. Входить до складу комуни Зенешть.
Село розташоване на відстані 268 км на північ від Бухареста, 18 км на південний схід від П'ятра-Нямца, 84 км на південний захід від Ясс.

## Населення
За даними перепису населення 2002 року у селі проживали 1124 особи, усі — румуни. Усі жителі села рідною мовою назвали румунську.